# Thief II
Thief II: The Metal Age er et stealth-videospil fra 2000, udviklet af Looking Glass Studios og udgivet af Eidos Interactive. Som sin forgænger, Thief: The Dark Project, følger spillet Garrett, en mestertyv, der opererer i og omkring en steampunk-metropol kaldet City. Spilleren indtager rollen som Garrett, der afslører en sammensværgelse relateret til en ny religiøs sekt. Garrett udfører missioner som indbrud og fælder, mens han undgår at blive opdaget af vagter og automatiseret sikkerhed.
1. ↑  Navnet er anført på engelsk og stammer fra Wikidata hvor navnet endnu ikke findes på dansk.